# 德拉森霍芬
德拉森霍芬是奥地利下奥地利州米斯特尔巴赫县的一个市镇。总面积35.19平方公里，总人口1147人，人口密度32.6人/平方公里（2012年）。